# Saionji Kinmochi
Saionji Kinmochi (西園寺 公望; Kyoto, 23 ottobre 1849 – Okitsu, 24 novembre 1940) è stato un politico giapponese, primo ministro dell'Impero giapponese per tre mandati sotto gli Imperatori Meiji e Taishō. Nel corso della sua carriera ricoprì anche la carica di ministro degli esteri nel 1896.

## Biografia

### I primi anni
Kinmochi nacque a Kyoto, figlio di Udaijin Tokudaiji Kin'ito (1821–1883), capo di una famiglia kuge della nobiltà di corte. Egli venne adottato in seno ad un'altra famiglia kuge, i Saionji, nel 1851. Ad ogni modo egli crebbe vicino ai suoi genitori biologici, dal momento che i Tokudaiji ed i Saionji vivevano entrambi nei pressi del Palazzo Imperiale di Kyoto. Il giovane Saionji Kinmochi visitò frequentemente il palazzo come compagno di giochi del giovane principe ereditario che poi divenne l'imperatore Meiji, divenendo grandi amici. Il fratello biologico di Kinmochi, Tokudaiji Sanetsune, diverrà poi Gran Ciambellano del Giappone. Un altro fratello minore venne adottato nella ricca famiglia dei Sumitomo e lo stesso Sumitomo Kichizaemon divenne capo del zaibatsu Sumitomo. Il denaro dei Sumitomo finanziò in gran parte la carriera politica di Saionji. Le sue strette relazioni con la corte imperiale gli aprirono tutte le porte. Nell'ultimo periodo della sua carriera politica, la sua antica esperienza giungerà a influenzare gli imperatori Taishō e Shōwa.

### La restaurazione Meiji
Come erede di una famiglia nobile, Saionji prese parte alla politica del suo paese sin dall'età più giovane ed era particolarmente conosciuto per il suo talento brillante. Egli prese parte agli eventi chiave della sua epoca come la Guerra Boshin, la rivoluzione giapponese del 1867-1868 che detronizzò lo shogunato Tokugawa ed installò il giovane imperatore Meiji come capo (nominale) del nuovo governo. Molti nobili della Corte Imperiale considerarano questa guerra come una disputa privata dei samurai Satsuma e Chōshū contro i Tokugawa. Saionji sostenne l'idea che i nobili di corte dovessero schierarsi apertamente e partecipare alla guerra. Egli per dare l'esempio prese parte a diverse battaglie sul fronte degli imperiali.
Tra i suoi primi scontri vi fu la presa del castello di Kameoka, ottenuto senza combattere. Lo scontro successivo fu al Castello di Sasayama, ma ancora una volta con lo schieramento impressionante di centinaia di samurai si evitò lo scontro. Poi Fukuchiyama si arrese senza combattere. Fu in quest'epoca che egli acquisì il diritto imperiale di portare una bandiera personale realizzata per lui da Iwakura Tomomi, rappresentante un sole ed una luna in campo rosso. Alcuni samurai si rifiutavano di attaccare senza le insegne imperiali e disertarono prontamente lo shōgun. Dopo due settimane Saionji raggiunse Kizuki e, dopo un altro scontro sanguinoso, Saionji ritornò con una nave ad Osaka. Gli scontri si conclusero al Castello di Nagaoka. Ad ogni modo, Saionji venne sollevato dal comando in battaglia e nominato governatore di Echigo.

### La carriera ed i primi soggiorni oltremare

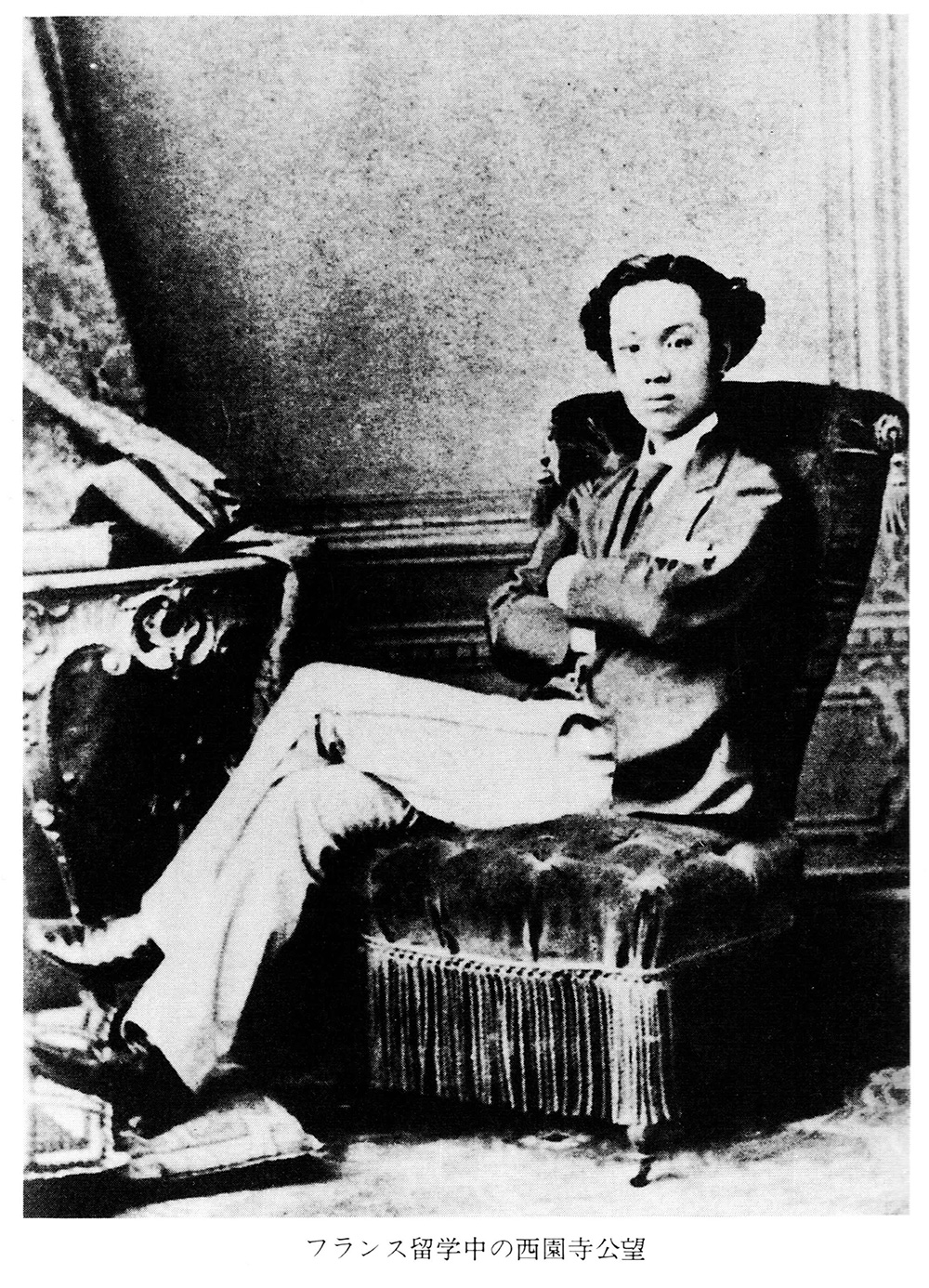
Studiando a Parigi, 1871-80

Dopo la Restaurazione Meiji, Saionji si ritirò. Col supporto di Ōmura Masujirō egli studiò francese a Tokyo. Lasciò il Giappone sulla SS Costa Rica con un gruppo di trenta altri studenti giapponesi alla volta di San Francisco. Egli viaggiò quindi verso Washington ove incontrò Ulysses Grant, all'epoca Presidente degli Stati Uniti. Attraversò dunque l'Atlantico trascorrendo 13 giorni a Londra, prima di giungere finalmente a Parigi il 27 maggio 1871. Parigi era in tumulto per la Comune, e la capitale francese non era sicura per Saionji, ancor più dopo che il suo tutore venne ucciso in un conflitto a fuoco per le strade. Saionji si recò in Svizzera e poi a Nizza, prima di stabilirsi per qualche tempo a Marsiglia ove imparò il francese con l'accento di quella città. Tornò a Parigi dopo la soppressione della Comune e qui studiò legge alla Sorbona ed entrò in contatto con il professor Émile Acollas, il quale aveva creato la Scuola di Legge "Acollas" per studenti stranieri a Parigi. Saionji giunse in Francia con idee altamente reazionarie ma venne influenzato da Acollas (già membro della Lega di Pace e Libertà) sino a divenire una delle figure più liberali nel Giappone della sua epoca. Quando la Missione Iwakura visitò Parigi nel 1872, Iwakura era preoccupato del radicalismo di Saionji e di altri studenti giapponesi. In Francia, Saionji fece molte amicizie tra cui Franz Liszt, i fratelli Goncourt e Georges Clemenceau.
Al suo ritorno in Giappone, egli fondò l'Università Ritsumeikan nel 1869 e la Scuola di Legge "Meiji" che dal 1880 si evolvette nell'Università Meiji.
Nel 1882, Itō Hirobumi visitò l'Europa intenzionato a cercare un sistema costituzionale che fosse congeniale per il Giappone e chiese a Saionji di accompagnarlo, dal momento che entrambi si conoscevano molto bene ed avevano ideali comuni. Dopo il viaggio, Saionji venne inviato ambasciatore presso l'Austria-Ungheria e poi in Germania ed in Belgio.

### La carriera politica
Ritornato in Giappone, Saionji venne ammesso al Consiglio Privato e prestò servizio come presidente della Camera dei Pari giapponese. Egli prestò servizio anche come Ministro dell'Educazione durante la II e la III amministrazione Itō (1892–1893, 1898) e durante la II amministrazione Matsukata. Durante il suo periodo di ministero, egli cercò di migliorare l'educazione giapponese impostandola su currucula di standard internazionale (occidentali).
Nel 1900, Itō fondò il partito politico Rikken Seiyūkai e Saionji vi aderì tra i primi membri. Per le sue esperienze in Europa, Saionji aveva un punto di vista liberale e supportava un governo parlamentare. Egli fu uno tra i primi a pretendere che il partito che in parlamento che avesse raggiunto la maggioranza di voti alla camera avesse diritto di formare un gabinetto di governo.
Saionji rimpiazzò Itō come presidente del Consiglio Privato nel 1900 e come presidente del Rikken Seiyūkai nel 1903.

### Primo ministro

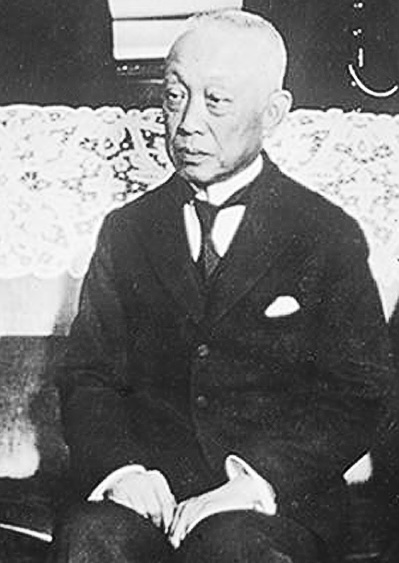
Saionji Kinmochi come primo ministro del Giappone

Dal 7 gennaio 1906 al 14 luglio 1908 e nuovamente dal 30 agosto 1911 al 21 dicembre 1912, Saionji fu primo ministro del Giappone.
Entrambi i suoi governi vennero marcati da continue tensioni tra Saionji ed il potente ultraconservatore genrō, il feldmaresciallo Yamagata Aritomo. Saionji e Itō vedevano nei partiti politici una costituzione importante della macchina di governo, mentre Yamagata vedeva i partiti politici e tutte le istituzioni democratiche come una serie di costrizioni corrotte ed irrazionali.
Saionji dovette confrontarsi anche col budget nazionale e con le molte richieste di risorse da più parti, in gran parte per l'espansione dell'esercito voluta da Yamagata. Il primo gabinetto di governo di Saionji venne rovesciato nel 1908 dai conservatori guidati da Yamagata che erano allarmati per la crescita del socialismo in Giappone.
La caduta del secondo governo Saionji portò ad una crisi vera e propria di governo. La Crisi Taisho (così nominata dal nuovo imperatore sul trono) scoppiò sul finire del novembre del 1912, per via delle continue dispute sul budget militare. Il ministro della guerra, generale Uehara, incapace di trovare col governo un accordo sulle richieste dell'esercito e diede quindi le dimissioni e Saionji lo sostituì personalmente.
Una legge giapponese (intesa a dare poteri ulteriori all'esercito ed alla marina) richiedeva che il ministro della guerra dovesse essere identificato in un tenente generale o in un generale con incarichi all'attivo. Tutti i generali eleggibili alla carica, su istruzioni precise di Yamagata, si rifiutarono di prestare servizio nel gabinetto di governo di Saionji ed a questo punto egli fu costretto a dare le dimissioni.
La filosofia politica di Saionji fu pesantemente influenzata dai suoi precorsi; egli credeva che la Corte Imperiale dovesse essere salvaguardata e non dovesse prendere parte direttamente alla politica, la medesima strategia usata dalla corte di Kyoto nei confronti dei nobili per secoli nella storia giapponese. Questo era il punto su cui era maggiormente contrastato dai nazionalisti, che intendevano la figura dell'imperatore non come una carica cerimoniale ma come quella di un vero capo politico, indebolendo quindi il parlamento e le sue funzioni democratiche. I nazionalisti lo accusarono inoltre di essere un "globalizzatore" senza rispetto per le tradizioni del Giappone.

### Gli ultimi anni

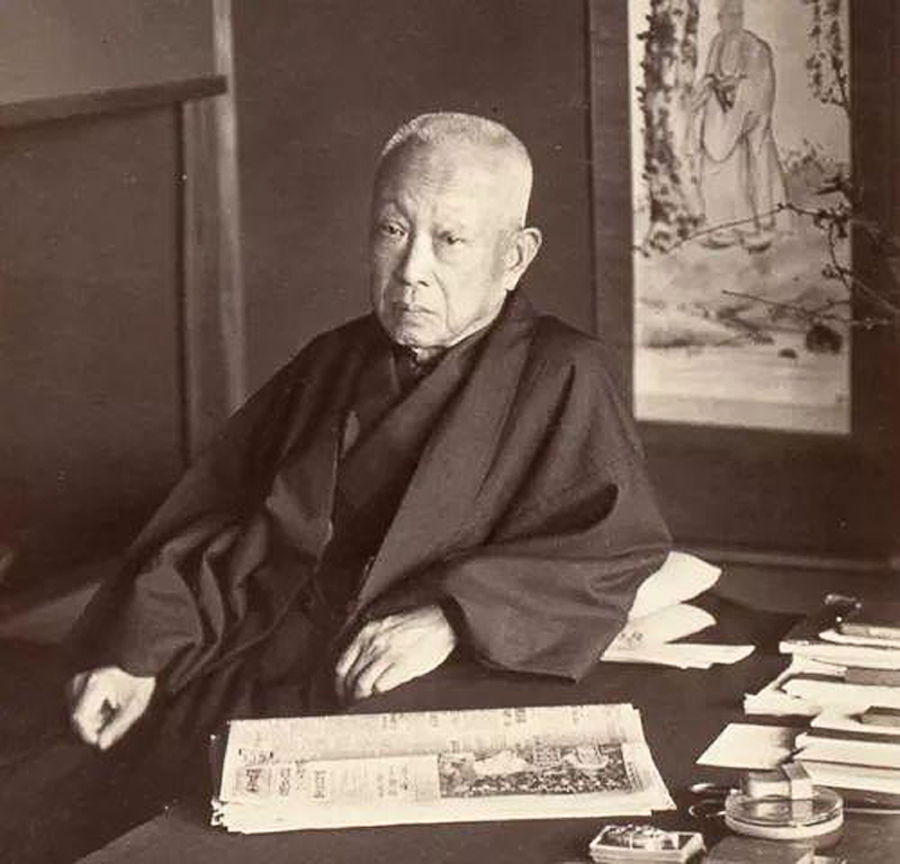
Saionji alla villa Zagyosō di Shizuoka, in Giappone

Saionji venne nominato genrō nel 1912 anche se a quell'epoca tale ruolo era di molto ridimensionato rispetto al potere ricoperto nelle epoche precedenti; i ruolo dei genrō era quello di proporre e scegliere la rosa di candidati per svolgere la funzione di primo ministro all'interno della coalizione vincente da proporre poi all'imperatore per la scelta finale. Dalla morte di Matsukata Masayoshi nel 1924 Saionji rimase l'ultimo genrō. Egli esercitò le sue prerogative sino all'anno della sua morte, nel 1940, all'età di 91 anni.
Nel 1919 Saionji guidò la delegazione giapponese alla Conferenza di Parigi, anche se il suo ruolo fu in gran parte simbolico per via della sua malandata salute. Ad ogni modo, egli propose coraggiosamente l'eguaglianza sociale come punto focale della neonata Lega delle Nazioni, sebbene Stati Uniti e Regno Unito si opponessero fermamente a tale proposta, temendo gli effetti destabilizzanti che tale politica avrebbe avuto nei confronti delle nazioni soggiogate. Nel 1920 ottenne il titolo di kōshaku (公爵, principe) come onore a vita per i suoi servizi pubblici.
Detestato dai militaristi, venne inserito nella lista delle persone da assassinare nel tentativo di colpo di stato del 26 febbraio 1936, ma riuscì a sfuggire abbandonando la sua casa e viaggiando in automobile per diversi chilometri di distanza.
In gran parte della sua carriera, Saionji tentò di diminuire l'influenza dell'esercito giapponese nella politica della sua epoca. Egli fu uno dei consiglieri più liberali dell'imperatore Hirohito e favorì relazioni amichevoli con Regno Unito e Stati Uniti, ma da politico attento fu pronto ad accettare la sua sconfitta ad opera dei militaristi e non fu in grado di prevenire la firma del Patto Tripartito.